# Visita di Erich Honecker in Germania Ovest

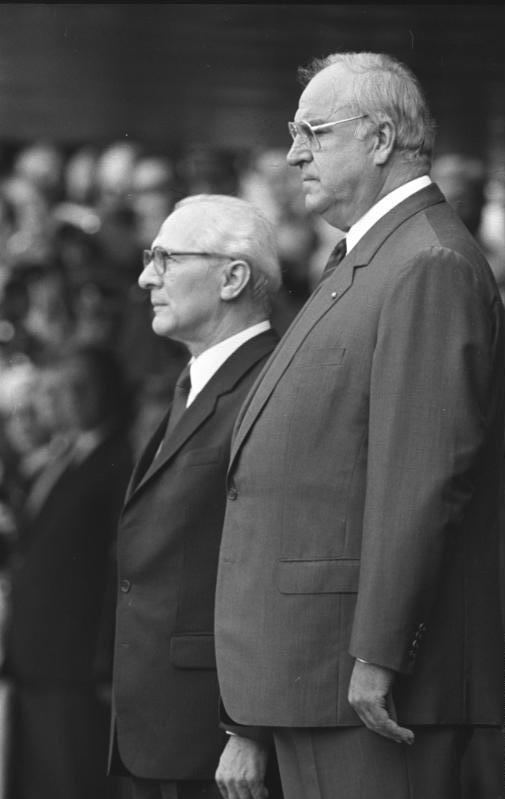
Erich Honecker e Helmut Kohl a Bonn, 7 settembre 1987

La visita di Erich Honecker in Germania Ovest si svolse dal 7 all'11 settembre 1987. Fu il primo e unico viaggio diplomatico di un capo di Stato della Germania Est e leader della SED nella Repubblica Federale Tedesca durante la divisione della Germania. L'evento fu ritenuto da ambedue i lati un passo importante nello sviluppo delle relazioni tra le due Germanie, sia pure da punti di vista fondamentalmente diversi. Il governo dell'Est intese l'accoglienza a Honecker in Germania Ovest come un riconoscimento, da lungi atteso, della DDR quale Stato tedesco indipendente, nel solco della teoria dei due Stati. La Germania Ovest dal canto suo vi vide uno «strumento» della Neue Ostpolitik e quindi, in ultima analisi, uno strumento diplomatico funzionale al riavvicinamento tra i due paesi nell'ottica di una futura riunificazione. Ancora fino al trattato di base del 1972-1973, il governo della BRD rivendicava la rappresentanza esclusiva dell'intero popolo tedesco.
La visita ebbe risonanza mondiale. Furono accreditati 2400 giornalisti, di cui 1700 stranieri, e la ZDF fu perfino autorizzata a trasmettere un'edizione del programma politico Kennzeichen D in diretta dal Palast der Republik di Berlino Est, con intervista di Dirk Sager a Egon Bahr. I resoconti mediatici furono dominati in generale dall'idea del «riconoscimento della doppia statualità tedesca de facto», ravvisato nel simbolismo cerimoniale della visita di Stato (esecuzione di entrambi gli inni, esposizione di entrambe le bandiere, scorta di polizia, guardia d'onore).